# İsmail Kurt
İsmail Kurt (* 1. Januar 1934 in Karakoç, Provinz Kırklareli; † 27. Februar 2017 in Istanbul) war ein türkischer Fußballspieler und -trainer. Obwohl er zuvor für den Erzrivalen Galatasaray Istanbul gespielt hatte, wird er durch seine Tätigkeit für Fenerbahçe Istanbul stark mit diesem Verein assoziiert. Von Fan- und Vereinsseite wird er als einer der bedeutendsten Spieler der Klubgeschichte aufgefasst. Er war der Rechtsverteidiger jener als legendär bezeichneten Mannschaft, die in den Spielzeiten 1960/61, 1963/64 und 1964/65 dreimal die türkische Meisterschaft gewinnen konnte. Sein jüngerer Bruder ist Metin Kurt, einer der populärsten Fußballspieler des türkischen Fußballs der 1970er Jahre.

## Spielerkarriere

### Verein
Kurt kam in Karakoç, einem Dorf in der Provinz Kırklareli, auf die Welt. Um ihren Kindern eine bessere Perspektive zu bieten, zog Kurts Familie nach Istanbul. So wuchs Kurt teilweise in Istanbul auf und erlernte das Fußballspielen auf den Straßen Istanbuls. Mit dem Vereinsfußball begann er Fenerbahçe Istanbul. Nachdem er hier im entsprechenden Alter nicht den Kader der ersten Mannschaft aufgenommen wurde, heuerte Kurt beim Istanbuler Karagümrük SK an. Hier gelang ihm schnell der Sprung in die Profimannschaft und anschließend die Etablierung zum Stammspieler.
Durch seine Leistungen bei Karagümrük wurden die Verantwortlichen des amtierenden Istanbuler Meisters Galatasaray auf Kurt aufmerksam und verpflichteten ihn zum Sommer 1956. Zum Zeitpunkt seines Wechsels existierte in der Türkei keine landesübergreifende Profiliga. Stattdessen existierten in den Ballungszentren wie Istanbul, Ankara und Izmir regionale Ligen, von denen die İstanbul Profesyonel Ligi (dt.: Istanbuler Profiliga) als die renommierteste galt. Zudem wurde ab 1936 der Versuch unternommen, mit der Türkiye Maarif Mükafatı eine Art nationale Meisterschaft zu etablieren, eine als Turnier konzipierte und unregelmäßig veranstaltete nationale Fußballliga der Türkei. Kurt gab sein Debüt für Galatasaray während der Partie in der Istanbuler Profiliga vom 19. September 1956 gegen Emniyet SK. In dieser Partie spielte er über die volle Spiellänge. Im weiteren Saisonverlauf wurde er in 13 weiteren Partien eingesetzt. Sein Team lieferte sich in dieser Saison mit dem Erzrivalen Fenerbahçe ein Kopf-an-Kopf-Rennen um die Istanbuler Meisterschaft und vergab am letzten Spieltag aufgrund des schlechteren Torverhältnisses die Meisterschaft an den Erzrivalen. Nach dem Saisonende nahm Galatasaray am Federasyon Kupası (dt. Verbandspokal) teil, Kurt kam während dieses Turniers bei zehn der möglichen elf Begegnungen zum Einsatz. Sein Team beendete das Turnier hinter dem Erzrivalen Beşiktaş Istanbul auf dem 2. Platz. In der İstanbuler Liga der Saison 1957/58 festigte Kurt seinen Stammplatz und absolvierte nahezu alle Partien seines Klubs. Die Mannschaft kämpfte erneut mit Fenerbahçe um die Meisterschaft und entschied dieses Mal das Rennen für sich. Damit holte Kurt auch seinen ersten Titel auf Vereinsebene. In der Spielzeit 1958/59 vergab Kurt mit seiner Mannschaft die Meisterschaft erneut an Fenerbahçe.
Ab Frühjahr 1959 nahm Kurt mit der Mannschaft an der neugegründeten und landesweit ausgelegten Millî Lig (der heutigen Süper Lig) teil. Diese Liga löste die regionalen Ligen in den größeren Ballungszentren, wie z. B. die İstanbul Profesyonel Ligi, als höchste türkische Spielklasse ab. In der ersten Spielzeit der Millî Lig wurde die Meisterschaft in zwei Runden ausgetragen. In der ersten Runde fand das Ligasystem in zwei separaten Gruppen statt. In der zweiten Runde entschieden die beiden Gruppenersten in einem Finale mit Hin- und Rückspiel die Meisterschaft unter sich. Kurt nahm mit seiner Mannschaft in der Gruppe Rot am Wettbewerb teil. Hier belegte er mit Galatasaray den 1. Tabellenplatz und qualifizierte sich für das in zwei Begegnungen gespielte Finale um die türkische Meisterschaft. Kurt, der zum Saisonstart wieder in den Mannschaftskader aufgenommen wurde, absolvierte zwölf der vierzehn möglichen Ligaspiele seiner Mannschaft und erzielte zwei Tore. Im Hinspiel des Finales besiegte Kurts Team Fenerbahçe mit 1:0. Das Rückspiel verlor die Mannschaft mit 0:4 und vergab so die erste türkische Meisterschaft an den Erzrivalen Fenerbahçe.
Kurts Zeit bei Galatasaray, besonders die letzten Spielzeiten, war von ständigen Kontroversen belastet. Obwohl er fußballerisch nahezu immer gesetzt war, zerstritt er sich aus diversen Gründen mit den jeweiligen Trainern und Vereinsfunktionären. Dies führte dazu, dass Kurt mehrmals vom Mannschaftskader suspendiert wurde. Aufgrund seiner Suspendierung fehlte Kurt nahezu die gesamte Rückrunde dieser Spielzeit seiner Mannschaft. In der Spielzeit 1959/60 spitzte sich die Situation allmählich zu. So wurde er wegen Disziplinlosigkeit mit einer Geldstrafe von 500 Türkischen Lira versehen und diskutierte anschließend mit dem italienischen Cheftrainer Leandro Remondini. Als Folge suspendierte Remondini Kurt vom Mannschaftskader. Kurt äußerte daraufhin seinerseits die Absicht, zum Saisonende Galatasaray verlassen zu wollen, und erhielt vom Verein eine Zustimmung zu seinen Wechselabsichten. So versuchte Kurt, erst ins Ausland zu wechseln. Nachdem er mit einigen italienischen, spanischen und französischen Erstligisten keine Einigung erzielen konnte, begann er mit seinem alten Verein Fenerbahçe, der Kurt seit längerem verpflichten wollte, zu verhandeln. Mit diesem Klub wurde schnell eine Einigung erzielt und so wechselte Kurt im Sommer zum Erzrivalen.
Bei Fenerbahçe eroberte er sich innerhalb weniger Wochen einen Stammplatz. Er absolvierte während seiner Zeit bei Fenerbahçe nahezu alle Partien seines Teams und fiel nur verletzungsbedingt aus oder weil er gesperrt, suspendiert bzw. nicht spielberechtigt war. In seiner ersten Spielzeit für Fenerbahçe lieferte sich seine Mannschaft ausgerechnet mit seinem alten Klub Galatasaray über die gesamte Spielzeit ein Kopf-an-Kopf-Rennen um die türkische Meisterschaft. Die Meisterschaft entschied schließlich Fenerbahçe am letzten Spieltag mit einem Punkt Vorsprung für sich. Damit gewann auch Kurt seine erste türkische Meisterschaft. Bereits am Ende dieser ersten Spielzeit bei Fenerbahçe erlebte Kurt auch hier mehrere Kontroversen mit der Vereinsführung. So beschwerte sich Kurt mehrmals, nachdem er seinen Gehalt nicht ausgezahlt bekommen hatte, und erschien aus Protest nicht zum Training. Deswegen wurde er vor dem Saisonende suspendiert und stand damit die letzten Tage der Mannschaft nicht zur Verfügung. Zur neuen Saison wurde er wieder in den Kader aufgenommen und spielte bis Ende September 1961. Im September 1961 wurde er dann zum Militärdienst eingezogen und fiel daher bis zum Herbst 1963 für alle Ligaspiele aus. Er nahm zwar mit Sondergenehmigung an einigen Trainingseinheiten seines Klubs teil, durfte aber als Dienstleistender in den Pflichtspielen nicht eingesetzt werden. Sein Team vergab in den beiden Spielzeiten, in denen Kurt nicht eingesetzt werden durfte, die Meisterschaft an Galatasaray. Im Herbst 1963 zum Mannschaftskader zurückgekehrt, eroberte er sich auf Anhieb einen Stammplatz. Seine Mannschaft gewann in den beiden nachfolgenden Spielzeiten 1963/64 und 1964/65 die türkische Meisterschaft.
Kurt spielte bis zum Sommer 1966 für Fenerbahçe und wechselte anschließend innerhalb der Liga zum Stadtrivalen Vefa Istanbul. Für diesen Verein spielte er die nächsten zwei Spielzeiten und wurde wegen verschiedener Kontroversen, die wegen nicht gezahlter Gehälter zustande kamen, mehrmals aus dem Kader suspendiert. So absolvierte während dieser zweijährigen Zeit für diesen Klub lediglich sechs Pflichtspiele. Im Sommer 1967 einigten sich beide Seiten auf einen Kompromiss. So wurde Kurt als Spielertrainer an den Zweitligisten Malatyaspor ausgeliehen. Hier spielte er ein Jahr lang, beendete dann seine Spielerlaufbahn und übernahm anschließend Malatyaspor als Cheftrainer.

### Nationalmannschaft
Kurt startete seine Nationalmannschaftskarriere 1957. Er wurde im Rahmen eines Testspiels in den Kader der türkischen B-Nationalmannschaften berufen und gab in der Begegnung gegen die zweite Auswahl Spaniens sein allgemeines Länderspieldebüt. Ein Jahr später wurde er dann vom Nationaltrainer Leandro Remondini für das Aufgebot der türkischen A-Nationalmannschaft nominiert. So gab Kurt im Mai 1958 im Rahmen eines Testspiels gegen die niederländische Nationalmannschaft sein Länderspieldebüt. Nach dieser Begegnung gehörte Kurt etwa drei Jahre lang zu den regelmäßig nominierten Spielern der türkischen A-Auswahl.
Nach 1961 wurde Kurt etwa drei Jahre lang für die Nationalelf nicht mehr berücksichtigt. Erst 1964 wurde er vom neuen Nationaltrainer Cihat Arman wieder regelmäßig berufen. Sein letztes Länderspiel absolvierte er am 9. Oktober 1965 gegen die Tschechoslowakei. Insgesamt spielte er 16 Mal für die Türkische A-Nationalmannschaft. Neben seiner Tätigkeit für die A-Nationalmannschaft war Kurt auch einmal für die B-Nationalmannschaft aktiv.

## Trainerkarriere
Kurt übernahm direkt im Anschluss an seine Karriere seinen letzten Verein Malatyaspor als Cheftrainer. Bei diesem Verein hatte er bereits ein Jahr als Spielertrainer gearbeitet. Nachdem er diesen Klub bis zum Sommer 1968 betreut hatte, wechselte er zu Fenerbahçe Istanbul und arbeitete hier eine unbestimmte Zeit als Jugendtrainer. Zur Saison 1970/71 übernahm er Karabükspor als Cheftrainer. Hier stritt er sich im November 1970 während einer Trainingseinheit mit einem seiner Spieler. Die Kontroverse eskalierte und artete in einem Handgemenge zwischen Kurt und seinem Spieler aus. An diesem Kampf beteiligten sich auch mehrere Spieler und schlugen Kurt nieder. Wenige Tage nach diesem Vorfall wurde Kurt von der Vereinsführung entlassen.
Im Sommer 1973/74 übernahm Kurt den Drittligisten Çorumspor. Diesen Verein führte er zum Saisonende zur Meisterschaft der Türkiye 3. Futbol Ligi und damit zum Aufstieg in die Türkiye 2. Futbol Ligi. Anschließend legte er sein Amt nieder.
Zur Spielzeit 1975/76 begann er den Verein seiner Heimatprovinz Kırklareli, Kırklarelispor, zu trainieren und arbeitete hier etwa zwei Spielzeiten lang.
In der Saison 1976/77 betreute Kurt den Zweitligisten Sivasspor.
In den Jahren 1980 bis 1982 trainierte er diesen Verein ein weiteres Mal und erklärte anschließend im Sommer 1982 das Ende seiner Trainerkarriere.
Etwa sechs Monate nachdem er seine Trainerlaufbahn zu beendet erklärt hatte, gab er ein Comeback und übernahm den Istanbuler Klub Davutpaşa SK.
Später arbeitete er bei seinem früheren Klub Fenerbahçe wieder als Jugendtrainer und trat hier im Sommer 1989 von seinem Amt zurück. In der ersten Hälfte der 1990er Jahre war er für Fenerbahçe als Talentscout tätig.

## Trivia
Er betreute seinen jüngeren Bruder Metin Kurt, der einer der populärsten Fußballspieler des türkischen Fußballs der 1970er Jahre war, als Berater.

## Erfolge

### Als Spieler
Mit Galatasaray Istanbul
- Meister der İstanbul Profesyonel Ligi: 1957/58

Mit Fenerbahçe Istanbul
- Meister der İstanbul Futbol Ligi: 1956/57, 1958/59
- Türkischer Meister: 1960/61, 1963/64, 1964/65

### Als Trainer
Mit Çorumspor
- Meister der TFF 2. Lig und Aufstieg in die TFF 1. Lig: 1973/74